# Orden del Mérito del Gran Ducado de Luxemburgo
La Orden del Mérito del Gran Ducado de Luxemburgo (en francés: "Ordre de Mérite du Grand-Duché de Luxembourg; en luxemburgués: "Verdingschtuerden der Groussherzogtum vu Lëtzebuerg") es una distinguida orden honoraria de Luxemburgo. Fue instituida el 23 de enero de 1961 por la Gran Duquesa Carlota. El gran maestre de la orden es el Gran Duque de Luxemburgo. Además de las cinco clases, una medalla dorada también puede ser conferida.

## Grados
La orden está compuesta de 5 grados :
- Gran Cruz
- Gran Oficial
- Comandante
- Oficial
- Caballero

| Galones   | Galones      | Galones    | Galones | Galones   |
| --------- | ------------ | ---------- | ------- | --------- |
| Gran Cruz | Gran Oficial | Comandante | Oficial | Caballero |

## Miembros de la Orden
La lista de miembros de la Orden incluye las siguientes personalidades:
Grandes Cruces:
- Gabriele Albertini, político italiano
- Butros Butros-Ghali, anterior secretario general de las Naciones Unidas
- Didier Reynders[2]

Grandes Oficiales:
- Wesley Clark, ex Supremo Comandante Aliado
- Jean-Marie Leblanc, exdirector del Tour de Francia
- Mikis Theodorakis, compositor de música
- Gabriele Albertini, miembro de la Eurocámara
- James G. Stavridis, comandante anterior de USEUCOM y Supremo Comandante Aliado de Europa.

Comandantes:
- Nana Mouskouri, griega y cantante internacional
- Vicky Leandros, griega y cantante internacional
- Pascal Lamy, Comisario europeo
- Simon Wiesenthal, cazador de nazis.

Oficiales:
- Alphonse Berns, embajador luxemburgués
- Jacques Devillers, ArcelorMittal - LCE - Jefe de informes
- Gerard Druesne, Director-General del Instituto europeo de Asuntos Públicos
- Nicolas Majerus, político luxemburgués del partido CSV y especialista en corazón.

Caballeros:
- Josy Linkels, pintor
- Fernand Roda, pintor
- Marianne Majerus, fotógrafo anglo-luxemburgués.
- Xavier Thillen Sr., presidente del club de atletismo Cal-Spora-Luxembourg (CSL) y Head of Production and Digital Media Operations en BCE.